# Tómbola (Alacant)
La Tómbola és un barri del nord de la ciutat valenciana d'Alacant. Segons el cens de població de 2008, consta d'un total de 2511 habitants (1253 homes i 1258 dones). Està delimitat per Rabassa al nord, els Àngels i Sant Agustí al sud, la Mare de Déu del Remei a l'est i el Polígon de Sant Blai a l'oest.

## Història
El barri va ser promogut a finals dels anys 50.